# DC Rebirth
DC Rebirth est une recréation de l'Univers DC qui s'inscrit dans la continuité de 
Renaissance DC et des événements liés à Flashpoint. Ce redémarrage est introduit par la sortie du one shot : DC Universe: Rebirth Special puis de nombreux autres one shots des principaux héros et organisations de l'Univers DC en juin 2016 aux Etats-Unis : Justice League: Rebirth, Aquaman: Rebirth, Flash: Rebirth, Superman: Rebirth, Batman: Rebirth et Harley Quinn: Rebirth
En France, la série est éditée par Urban Comics à partir de mai 2017,.